# Zélia Lenoir
Zélia Lenoir, dite Boitte après son mariage, née le 24 janvier 1842 et décédée le 6 novembre 1919, est une artiste peintre française.

## Biographie
Fille de Laure Rey et d'Albert Lenoir, le créateur du Musée de Cluny, et petite-fille d'Alexandre Lenoir et d'Adélaïde Binart, Zélia Lenoir est née dans un milieu de grande culture. Elle est nommée en mémoire de sa tante paternelle, Zélia Octavie Lenoir, inhumée au Cimetière de Vaugirard après un décès prématuré de la variole le 21 janvier 1813 à l’âge de 18 ans.

Son éducation artistique lui est donnée par son père Albert Lenoir et par Albert Besnard. Elle est une artiste voyageuse, qui dessine les lieux où elle séjourne ou qu’elle visite : la Normandie (Trouville, Veules-les-Roses, Jersey, Honfleur), la Bretagne (Vitré, Saint-Malo), le Nord–Pas-de-Calais (Cayeux, Ypres, Berck), le sud-ouest (Eaux-Bonnes), la Bourgogne et la Franche-Comté (Clamecy, Mijoux)…

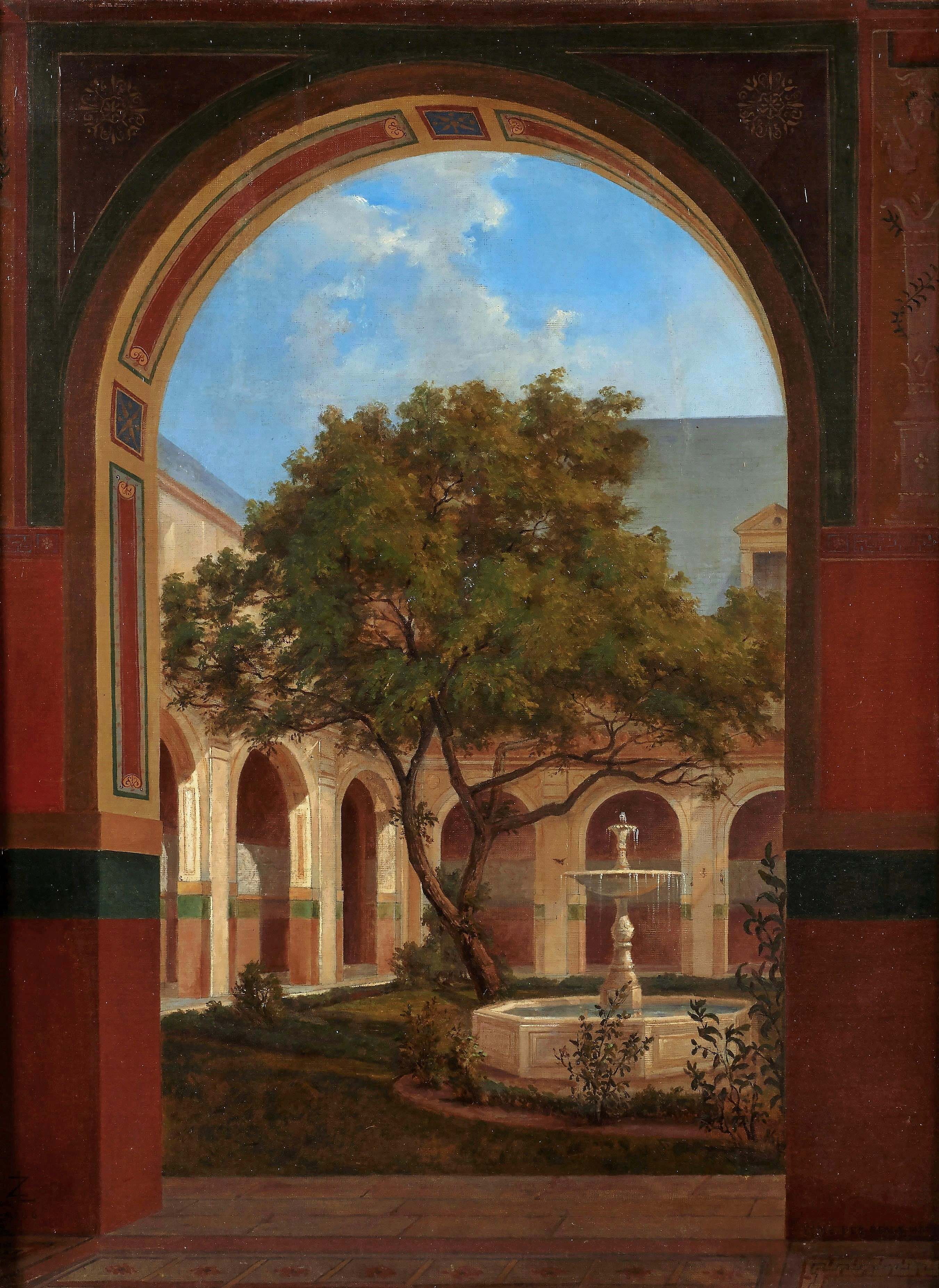
Zélia Lenoir, La Cour du mûrier à l’École impériale des Beaux-Arts de Paris, 1866 (collection : Beaux-Arts de Paris)

Elle est connue pour ses dessins (près d’une centaine sont conservés au Musée d’Orsay), ainsi que pour une huile sur toile qu’elle a présentée au Salon de 1866 (numéro 1205, 89 x 65 cm), monogrammée « ZL » et datée de 1866. Celle-ci représente « La cour du Mûrier, à l’École Impériale des Beaux-Arts de Paris ». Le choix du sujet est évident pour qui connaît la vie des Lenoir : son grand-père Alexandre Lenoir (1761-1839) y installa le Musée des monuments français qu’il créa et dirigea ; il y fera planter le mûrier de Chine qui existe aujourd’hui encore ; plus tard, le lieu ayant été dévolu à l’École royale des Beaux-Arts, son père Albert Lenoir (1801-1891) y enseigna et y logea également (au 1er étage du bâtiment de la Cour du Mûrier) ; la jeune artiste y naquit et y passa ses jeunes années avant de se marier avec l’architecte Louis Boitte, Grand prix de Rome en 1859. La Cour du mûrier est également l’objet d’une série (conservée à Orsay) d’études de Louis Boitte, au crayon, au lavis ou à l’huile, reprenant parfois le même point de vue et cadrage que la composition de sa femme ; ces dessins, qui semblent avoir été réalisés vers 1886, ouvrent la question des influences mutuelles entre les deux époux. La toile a été acquise par l'École des Beaux-Arts de Paris en 2018. 
Zélia Lenoir est la mère d’Alice Boitte (1875-1959) et la sœur d'Alfred Lenoir (1850-1920), sculpteur, et d’Angeline Lenoir (1844-1877), poète. 
Zélia Lenoir décède le 6 novembre 1919 à Fontainebleau où son mari avait pris ses quartiers, architecte en chef du Palais de Fontainebleau. Elle est enterrée au cimetière de Fontainebleau.

## Œuvre

### Dessins
- 1856. Trouville, maison de M. Moyin (crayon, 31,1 x 20,7 cm)
- 1857. Veules-les-Roses, vue du village (crayon et craie blanche, 23,9 x 31,3 cm)
- 1860 (environ). Vue de la Seine au quai de Billy (crayon et craie sur papier bleu, 37,5 x 24,5 cm)
- 1862 (en coll. avec Louis Boitte). Paysage d'après Charlet (crayon ; montage, 24,1 x 30 cm)
- 1862 (environ). Vue de l'hôtel de Cluny (crayon, 29,4 x 22,7 cm)
- 1862 (environ). Vue des ruines gallo-romaines de Cluny (crayon, 22,7 x 29,4 cm)
- 1862. Vue de l'hôtel de Cluny (crayon, 22,7 x 29,5 cm)
- 1865. Vitré, le château (pastel et craie blanche, 23,8 x 30 cm)
- 1866 (en coll. avec Louis Boitte). Bateau en mer (crayon sur papier gris contrecollé sur papier ; montage, 23,5 x 30 cm)
- 1866. Cayeux, chaumières (crayon et craie, 23,8 x 29,5 cm)
- 1866. Vue d'un jardin à Auteuil (crayon et craie blanche sur papier bleu, 23,8 x 31 cm)
- 1866. Vue de jardin à Auteuil (crayon, 22,7 x 29,4 cm)
- 1867. La Vallée de Mijoux (crayon, 30,8 x 24 cm)
- 1869. Criquebeuf-en-Caux, une chapelle en ruines (pastel, 31,6 x 24 cm)
- 1869. Entrée du village de Talon (crayon, 24,6 x 32,1 cm)
- 1869. Jersey, mer et château de Montorgueil (crayon, 23,6 x 30,4 cm)
- 1871. Ypres, vue d'une maison dans la campagne (encre noire, 23,2 x 19,3 cm)
- 1871. Ypres, vue d'une propriété (encre noire, 19,2 x 23,2 cm)
- 1871. Ypres, vue de la campagne alentour (crayon, 23,9 x 15,4 cm)
- 1871. Ypres, vue de la campagne près du village (crayon gras et craie blanche, 23,9 x 30,9 cm)
- 1871. Ypres, vue de la campagne près du village (encre noire et craie blanche, 23,9 x 30,9 cm)
- 1871. Ypres, vue du village (crayon, 23,8 x 15,3 cm)
- 1877. Gabas, vue du village (crayon et craie blanche, 16,5 x 22,8 cm)
- 1877. Gabas, vue du village (crayon, 32,8 x 25,1 cm)
- 1887. Hertenstein, la vallée (crayon et craie blanche, 32,6 x 49,8 cm)
- 1891. Ypres, vue de maisons en ville (crayon noir et crayon de couleur, 23,8 x 30,9 cm)
- 1902. Honfleur, vue de la ville (craie, crayon et crayon de couleur, 22,5 x 29,4 cm)
- 1903. Honfleur, vue de la ville (pastel et craie blanche, 31 x 23,8 cm)
- 1908. Saint-Malo, la baie (craie et pastel, 24 x 31,5 cm)
- 1908. Villa la Ninia à Paramé (pastel et craie blanche, 32 x 24,6 cm)
- 1909. Honfleur, vue de la Roche Vasouy, chalet (pastel, 31,3 x 23,7 cm)
- 1909. Honfleur, vue de la Roche Vasouy, chalet et lac (crayon, 25,2 x 32,5 cm)
- 1909. Honfleur, vue de la Roche Vasouy, chalet et parc (crayon, pastel et craie blanche, 24,5 x 31,3 cm)
- 1909. Honfleur, vue de la Roche Vasouy, parc (pastel, crayon et craie, 31,5 x 37,5 cm)
- 1909. Honfleur, vue des environs (pastel et craie blanche, 24,5 x 31,3 cm)
- 1910 (environ). Angle de la rue Debrousse et du quai de Billy (crayon, 33 x 24,5 cm)
- 1910 (environ). Vue de la Seine au quai de Billy (crayon sur papier gris, 32,5 x 26,3 cm)
- 1910 (environ). Vue de la Seine au quai de Billy (crayon sur papier gris, 33 x 32,4 cm)
- 1910 (environ). Vue de la Seine au quai de Billy, au revers vue d'une maison sur la Seine (crayon sur papier gris, 24 x 32,5 cm)
- 1910. Vue de la Seine au quai de Billy (crayon noir et craie blanche sur papier bleu, 25,1 x 32,5 cm)
- 1911. Honfleur, vue de la Roche Vasouy, chalet (crayon, 25 x 33,1 cm)
- 1912 (environ). Berck, bord de mer (crayon et craie, 15,7 x 24,4 cm)
- 1912 (environ). Berck, bord de mer (crayon, craie et pastel, 24,7 x 31,8 cm)
- 1912 (environ). Berck, bord de mer (crayon, pastel et craie blanche, 24,4 x 31,5 cm)
- 1912 (environ). Berck, bord de plage (crayon et craie blanche, 24,3 x 31,6 cm)
- 1912 (environ). Berck, maisons en forêt (crayon, craie blanche et crayon de couleur, 25,6 x 32,6 cm)
- 1912 (environ). Honfleur, la Roche Vasouy, vue du lac et arbres (pastel, 31,5 x 48,5 cm)
- 1912. Honfleur, la Roche Vasouy, forêt (crayon, 31,5 x 48,5 cm)
- 1912. Honfleur, la Roche Vasouy, vue de la forêt et du lac (crayon et craie blanche, 25 x 31,5 cm)
- 1912. Honfleur, vue de la Roche Vasouy, vue de la forêt (crayon et craie blanche, 32,5 x 25 cm)
- 1913 (environ). Eaux-Bonnes, vue d'un parc et de maisons (crayon, 32,6 x 24,9 cm)
- 1913 (environ). Eaux-Bonnes, vue d'une maison à l'entrée du village (crayon, 32,7 x 25,1 cm)
- 1913 (environ). Eaux-Bonnes, vue d'une maison dans le village (crayon, 23,5 x 15,7 cm)
- 1913 (environ). Eaux-Bonnes, vue du village (crayon, 34,5 x 81,5 cm)
- 1913 (environ). Vue de la campagne autour d'Eaux-Bonnes (crayon, 25,1 x 32,4 cm)
- 1913 (environ). Vue du village d'Eaux-Bonnes (crayon, 32,6 x 25 cm)
- 1913. Château de Trucy (crayon noir et crayon de couleur, 32 x 25,4 cm)
- 1919 (environ). Chambre au carillon dans le château de Clamecy (crayon noir et craie blanche, 23,8 x 31,4 cm)
- 1919 (environ). Clamecy, la Varvonaille (crayon noir et craie blanche, 25,1 x 32,6 cm)
- 1919 (environ). Église de Châtel-Censoir (crayon noir et crayon de couleur, 25,2 x 32,5 cm)
- 1919 (environ). Vue de Clamecy (crayon noir et craie blanche, 24,9 x 32,6 cm)
- 1919 (environ). Vue de Clamecy avec une maison (crayon noir et crayon de couleur, 24,5 x 32 cm)
- 1919 (environ). Vue du château de Quincy (crayon, 32,5 x 25 cm)
- 1919. Château de Lys, près de Clamecy (crayon noir et crayon de couleur, 25,1 x 32,5 cm)
- 1919. Clamecy, vue de la campagne (crayon et craie, 22,5 x 32,5 cm)
- 1919. Entrée fortifiée à Basseville (crayon, 24,8 x 32,8 cm)
- 1919. Ferme de Quincy après Clamecy (crayon, crayon de couleur et craie, 25,1 x 32,1 cm)
- 1919. Paysage près de Clamecy (crayon noir et craie blanche, 22,4 x 29,9 cm)
- 1919. Paysage près du château de Quincy (crayon, 25,2 x 32,5 cm)
- 1919. Vue du château de Quincy (crayon, 32,6 x 25 cm)
- 1919. Vue du parc de Quincy (crayon noir, crayon de couleur et rehauts de craie blanche, 25,2 x 32,6 cm)

### Toile
- 1866. La cour du Mûrier, à l’École Impériale des Beaux-Arts de Paris (huile sur toile, 89 x 65 cm, monogrammée ZL et datée 1866 en bas à gauche, exposée au Salon de 1866, sous le n°1265). Mis en vente par la Galerie Christian Le Serbon en 2016[3]